# Мойта (район)
Мойта (порт. Moita) — район (фрегезия) в Португалии, входит в округ Сетубал. Является составной частью муниципалитета Мойта. Находится в составе крупной городской агломерации Большой Лиссабон. По старому административному делению входил в провинцию Эштремадура. Входит в экономико-статистический субрегион Полуостров Сетубал, который входит в Лиссабонский регион. Население составляет 16 727 человек на 2001 год. Занимает площадь 19,48 км².